# پرچم اوستیا

پرچم اوستیای جنوبی

پرچم North Ossetia–Alania

پرچم شمالی اوستیای ASSR

پرچم مورد استفاده توسط جمهوری اوستیای جنوبی و اوستیای شمالی-آلانیا یک پرچم سه رنگ که رنگ‌های آن از بالا به پایین سفید، قرمز و زرد می‌باشد. . این رنگ نماد خلوص اخلاقی (سفید)، شجاعت و جنگاوری (قرمز) و ثروت و رفاه (زرد) می‌باشند. این پرچم در ۲۶ نوامبر ۱۹۹۰ در قانون اساسی اوستیای جنوبی پیش بینی شد و در تاریخ ۳۰ مارس ۱۹۹۲ در مقررات و آیین‌نامه‌های مربوط به پرچم ملی به تصویب رسید.